# Friedrich Grach
Friedrich Grach (* 1812 in Trier; † 25. August 1854 in Russe, Bulgarien) kämpfte als Deutscher in der türkischen Armee.

## Leben
Friedrich Grach, der bekannte Verteidiger der Festung Silistra,  trat in die preußische Artillerie, stieg in derselben zum Wachtmeister empor und war bei dem Kommando, das 1841 nach Konstantinopel geschickt wurde, um die türkische Artillerie nach preußischem Muster zu organisieren.
Er wurde hier zum Offizier befördert, nahm, als 1848 die Rückberufung der preußischen Kommandierten erfolgte, seinen Abschied und kehrte 1849 in seine frühere Stellung nach der Türkei zurück, wo er zum Major befördert wurde.
Nach Ausbruch des Krimkrieges übernahm er die Leitung der Artillerie in Silistra unter Mussa Pascha, und ihm wird hauptsächlich die glänzende Verteidigung dieser Festung zugeschrieben. Er starb am 25. August 1854 im damals zum osmanischen Reich gehörenden Rustschuk (heute Russe) an der Cholera.
Dieser Artikel basiert auf einem gemeinfreien Text aus Meyers Konversations-Lexikon, 4. Auflage von 1888 bis 1890.
| Personendaten    | Personendaten                              |
| ---------------- | ------------------------------------------ |
| NAME             | Grach, Friedrich                           |
| KURZBESCHREIBUNG | deutscher Offizier in der türkischen Armee |
| GEBURTSDATUM     | 1812                                       |
| GEBURTSORT       | Trier                                      |
| STERBEDATUM      | 25. August 1854                            |
| STERBEORT        | Rustschuk                                  |